# Calosphaeriopsis huberiana
Calosphaeriopsis huberiana är en svampart som först beskrevs av Wilhelm Kirschstein, och fick sitt nu gällande namn av Franz Petrak 1941. Calosphaeriopsis huberiana ingår i släktet Calosphaeriopsis, divisionen sporsäcksvampar och riket svampar.   Inga underarter finns listade i Catalogue of Life.